# Alina Gut
Alina Gut z domu Suska (ur. 10 lutego 1938 w Lublinie) – polska polityk i prawniczka, radca prawny, posłanka na Sejm V kadencji.

## Życiorys

### Wykształcenie i praca zawodowa
W 1974 ukończyła studia prawnicze na Wydziale Prawa i Administracji Uniwersytetu Marii Curie-Skłodowskiej w Lublinie, a w 1976 uzyskała uprawnienia radcy prawnego.
W latach 1964–1976 pracowała jako specjalista w Lubelskiej Wytwórni Tytoniu. Następnie była radcą prawnym w zespole opieki zdrowotnej w Lublinie (1976–1983) oraz w gminnych spółdzielniach w Urszulinie (1983–1985) i Kraśniczynie (1983–1992). Od 1992 do 1999 prowadziła agencję celną, później przeszła na emeryturę.
W 1995 została zatrzymana pod zarzutem łapownictwa. Po trzyletnim procesie sąd warunkowo umorzył sprawę, uznając ją za winną dokonania zarzucanego jej czynu i karząc grzywną.

### Działalność polityczna
W 2002 wstąpiła do Samoobrony RP i weszła w skład władz regionalnych partii. Bez powodzenia kandydowała w wyborach samorządowych w tym samym roku.
W wyborach w 2005 z jej listy uzyskała mandat poselski na Sejm V kadencji z okręgu lubelskiego liczbą 8455 głosów. Zasiadała w Komisji Sprawiedliwości i Praw Człowieka, Komisji Ustawodawczej, Komisji do Spraw Kontroli Państwowej, Komisji Edukacji, Nauki i Młodzieży oraz Komisji Nadzwyczajnej ds. zmian w Konstytucji RP. W marcu 2006 objęła funkcję wiceprzewodniczącej Komisji Nadzwyczajnej do spraw zmian w kodyfikacjach. Była też wiceprzewodniczącą Podkomisji nadzwyczajnej do rozpatrzenia rządowego projektu ustawy o zmianie ustawy – Prawo o ustroju sądów wojskowych oraz ustawy o służbie wojskowej żołnierzy zawodowych. Wchodziła w skład stałej delegacji do Zgromadzenia Parlamentarnego Polski i Ukrainy. Od stycznia do lutego 2006 była też członkiem Krajowej Rady Sądownictwa.
Bez powodzenia kandydowała do Senatu w okręgu chełmskim w przedterminowych wyborach parlamentarnych w 2007. W styczniu 2008 została przewodniczącą struktur Samoobrony RP w Lublinie.

## Życie prywatne
Zawarła związek małżeński; matka dwójki dzieci.